# لد زپلین (آلبوم)
«لد زپلین» (به انگلیسی: Led Zeppelin) یک آلبوم از لد زپلین است که در سال ۱۹۶۹ میلادی منتشر شد.